# 1989 Татри
1989 Татри (1989 Tatry) — астероїд головного поясу, відкритий 20 березня 1955 року.
Тіссеранів параметр щодо Юпітера — 3,541.